# 梅山玄秀

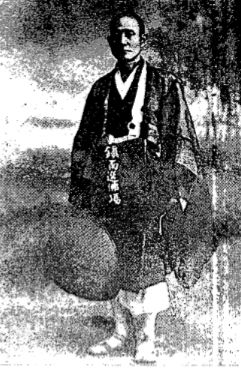
梅山玄秀

梅山玄秀（1858年8月15日—1920年2月29日）是日本愛知縣出身的臨濟宗妙心寺派僧人，台灣日治時代來台弘法，台北臨濟護國禪寺之開山祖師。也稱梅山得庵、得庵玄秀。

## 略歷
慶應3年（1867年），在京都相國寺得度出家，後在岐阜縣正眼寺、瑞龍寺修行。明治32年（1899年），受第四任台灣總督兒玉源太郎之邀，渡台布教，翌年在台北創立臨濟護國禪寺，成為開山住持。明治40年（1907年），任臨濟宗台灣布教監督。大正3年（1914年），返回日本內地，擔任導師。大正6年（1917年）至大正7年（1918年），任臨濟宗大學（現花園大學）校長兼花園學院（現花園中學校・高等學校）院長。大正8年（1919年），代理臨濟護國禪寺住持兼臨濟宗台灣布教監督。大正9年（1920年），遷化於泉州堺南宗寺。

## 脚注
1. ↑  許雪姬，台灣歷史辭典，遠流，2003年

## 關連項目
- 東海宜誠